# Пау (Каталонія)
Пау (кат. Pau) - муніципалітет, розташований в Автономній області Каталонія, в Іспанії. Знаходиться у районі (кумарці) Ал Ампурда провінції Жирона, згідно з новою адміністративною реформою перебуватиме у складі Баґарії (округи) Жирона.

## Населення
Населення міста (у 2007 р.) становить 568 осіб (з них менше 14 років - 12,9%, від 15 до 64 - 67,8%, понад 65 років - 19,4%). У 2006 р. народжуваність склала 6 осіб, смертність - 7 осіб, зареєстровано 2 шлюби. У 2001 р. активне населення становило 168 осіб, з них безробітних - 5 осіб.

Серед осіб, які проживали на території міста у 2001 р., 298 народилися в Каталонії (з них 231 особа у тому самому районі, або кумарці), 25 осіб приїхало з інших областей Іспанії, а 100 осіб приїхало з-за кордону. 

Університетську освіту має 16,6% усього населення. 

У 2001 р. нараховувалося 161 домогосподарство (з них 29,2% складалися з однієї особи, 27,3% з двох осіб,12,4% з 3 осіб, 18% з 4 осіб, 9,3% з 5 осіб, 3,1% з 6 осіб, 0,6% з 7 осіб, 0% з 8 осіб і 0% з 9 і більше осіб).

Активне населення міста у 2001 р. працювало у таких сферах діяльності : у сільському господарстві - 12,3%, у промисловості - 8,6%, на будівництві - 19,6% і у сфері обслуговування - 59,5%. 

 У муніципалітеті або у власному районі (кумарці) працює 83 особи, поза районом - 109 осіб.

### Безробіття
У 2007 р. нараховувалося 15 безробітних (у 2006 р. - 20 безробітних), з них чоловіки становили 53,3%, а жінки - 46,7%.

## Економіка

### Підприємства міста

#### Промислові підприємства
| \| Промислові підприємства міста, за сферою діяльності \| Промислові підприємства міста, за сферою діяльності \| Промислові підприємства міста, за сферою діяльності \| \| Рік \| 2002 р. \| 2001 р. \| \| --------------------------------------------------- \| --------------------------------------------------- \| --------------------------------------------------- \| \| Енергетичні та водні ресурси \| 16,7% \| 14,3% \| \| Хімія та метали \| 16,7% \| 14,3% \| \| Переробка металів \| 16,7% \| 28,6% \| \| Продукти харчування \| 16,7% \| 14,3% \| \| Текстиль \| 0% \| 0% \| \| Виробництво меблів, видання \| 33,3% \| 28,6% \| \| Інше \| 0% \| 0% \| \| Усього підприємств \| 6 \| 7 \| |         |         |
| Промислові підприємства міста, за сферою діяльності |         |         |
| Рік | 2002 р. | 2001 р. |
| Енергетичні та водні ресурси | 16,7%   | 14,3%   |
| Хімія та метали | 16,7%   | 14,3%   |
| Переробка металів | 16,7%   | 28,6%   |
| Продукти харчування | 16,7%   | 14,3%   |
| Текстиль | 0%      | 0%      |
| Виробництво меблів, видання | 33,3%   | 28,6%   |
| Інше | 0%      | 0%      |
| Усього підприємств | 6       | 7       |

#### Роздрібна торгівля
| \| Підприємства роздрібної торгівлі міста, за сферою діяльності \| Підприємства роздрібної торгівлі міста, за сферою діяльності \| Підприємства роздрібної торгівлі міста, за сферою діяльності \| \| Рік \| 2002 р. \| 2001 р. \| \| ------------------------------------------------------------ \| ------------------------------------------------------------ \| ------------------------------------------------------------ \| \| Продукти харчування \| 40% \| 42,9% \| \| Одяг та взуття \| 0% \| 0% \| \| Товари для дому \| 0% \| 0% \| \| Книги та періодичні видання \| 0% \| 0% \| \| Промислова хімічна продукція \| 40% \| 28,6% \| \| Продукція, пов'язана з транспортними засобами \| 0% \| 0% \| \| Інше \| 20% \| 28,6% \| \| Усього підприємств \| 5 \| 7 \| |         |         |
| Підприємства роздрібної торгівлі міста, за сферою діяльності |         |         |
| Рік | 2002 р. | 2001 р. |
| Продукти харчування | 40%     | 42,9%   |
| Одяг та взуття | 0%      | 0%      |
| Товари для дому | 0%      | 0%      |
| Книги та періодичні видання | 0%      | 0%      |
| Промислова хімічна продукція | 40%     | 28,6%   |
| Продукція, пов'язана з транспортними засобами | 0%      | 0%      |
| Інше | 20%     | 28,6%   |
| Усього підприємств | 5       | 7       |

#### Сфера послуг
| \| Підприємства міста, що працюють у сфері послуг, за діяльністю \| Підприємства міста, що працюють у сфері послуг, за діяльністю \| Підприємства міста, що працюють у сфері послуг, за діяльністю \| \| Рік \| 2002 р. \| 2001 р. \| \| ------------------------------------------------------------- \| ------------------------------------------------------------- \| ------------------------------------------------------------- \| \| Гуртова торгівля \| 16,7% \| 26,7% \| \| Готелі та готельний бізнес \| 38,9% \| 40% \| \| Транспорт та зв'язок \| 11,1% \| 6,7% \| \| Посередницькі фінансові послуги \| 0% \| 0% \| \| Послуги підприємствам \| 11,1% \| 13,3% \| \| Послуги фізичним особам \| 11,1% \| 6,7% \| \| Нерухомість та ін. \| 11,1% \| 6,7% \| \| Усього підприємств \| 18 \| 15 \| |         |         |
| Підприємства міста, що працюють у сфері послуг, за діяльністю |         |         |
| Рік | 2002 р. | 2001 р. |
| Гуртова торгівля | 16,7%   | 26,7%   |
| Готелі та готельний бізнес | 38,9%   | 40%     |
| Транспорт та зв'язок | 11,1%   | 6,7%    |
| Посередницькі фінансові послуги | 0%      | 0%      |
| Послуги підприємствам | 11,1%   | 13,3%   |
| Послуги фізичним особам | 11,1%   | 6,7%    |
| Нерухомість та ін. | 11,1%   | 6,7%    |
| Усього підприємств | 18      | 15      |

## Житловий фонд
У 2001 р. 5,6% усіх родин (домогосподарств) мали житло метражем до 59 м², 16,1% - від 60 до 89 м², 18,6% - від 90 до 119 м² і
59,6% - понад 120 м².

З усіх будівель у 2001 р. 30,4% було одноповерховими, 59,1% - двоповерховими, 10,5
% - триповерховими, 0% - чотириповерховими, 0% - п'ятиповерховими, 0% - шестиповерховими,
0% - семиповерховими, 0% - з вісьмома та більше поверхами.

## Автопарк
| \| Автомобілі, зареєстровані у місті, за призначенням \| Автомобілі, зареєстровані у місті, за призначенням \| Автомобілі, зареєстровані у місті, за призначенням \| \| Рік \| 2006 р. \| 2005 р. \| \| -------------------------------------------------- \| -------------------------------------------------- \| -------------------------------------------------- \| \| Приватні автомобілі \| 62,7% \| 63,9% \| \| Мотоцикли \| 12,1% \| 10,5% \| \| Вантажівки \| 22,9% \| 23,6% \| \| Трактори \| 0% \| 0% \| \| Автобуси та ін. \| 2,3% \| 1,9% \| \| Усього автомобілів \| 512 шт. \| 466 шт. \| |         |         |
| Автомобілі, зареєстровані у місті, за призначенням |         |         |
| Рік | 2006 р. | 2005 р. |
| Приватні автомобілі | 62,7%   | 63,9%   |
| Мотоцикли | 12,1%   | 10,5%   |
| Вантажівки | 22,9%   | 23,6%   |
| Трактори | 0%      | 0%      |
| Автобуси та ін. | 2,3%    | 1,9%    |
| Усього автомобілів | 512 шт. | 466 шт. |

## Вживання каталанської мови
У 2001 р. каталанську мову у місті розуміли 88,3% усього населення (у 1996 р. - 92,8%), вміли говорити нею 81,3% (у 1996 р. - 
80,7%), вміли читати 79,7% (у 1996 р. - 74,3%), вміли писати 53,3
% (у 1996 р. - 42,2%). Не розуміли каталанської мови 11,7%.

## Політичні уподобання
У виборах до Парламенту Каталонії у 2006 р. взяло участь 205 осіб (у 2003 р. - 209 осіб). Голоси за політичні сили розподілилися таким чином:
| \| Вибори до Парламенту Каталонії \| Вибори до Парламенту Каталонії \| Вибори до Парламенту Каталонії \| \| Рік \| 2006 р. \| 2003 р. \| \| -------------------------------------- \| ------------------------------ \| ------------------------------ \| \| Конвергенція та Єднання (CiU) \| 45,9% \| 45,9% \| \| Соціалістична партія Каталонії (PSC) \| 13,7% \| 15,3% \| \| Народна партія (PP) \| 6,3% \| 5,7% \| \| Ініціатива за зелену Каталонію (IC) \| 7,3% \| 2,9% \| \| Республіканська лівиця Каталонії (ERC) \| 23,4% \| 29,2% \| \| Громадянська партія (C's) \| 0,5% \| 0% \| \| Інші \| 2,9% \| 1% \| |         |         |
| Вибори до Парламенту Каталонії |         |         |
| Рік | 2006 р. | 2003 р. |
| Конвергенція та Єднання (CiU) | 45,9%   | 45,9%   |
| Соціалістична партія Каталонії (PSC) | 13,7%   | 15,3%   |
| Народна партія (PP) | 6,3%    | 5,7%    |
| Ініціатива за зелену Каталонію (IC) | 7,3%    | 2,9%    |
| Республіканська лівиця Каталонії (ERC) | 23,4%   | 29,2%   |
| Громадянська партія (C's) | 0,5%    | 0%      |
| Інші | 2,9%    | 1%      |

У муніципальних виборах у 2007 р. взяло участь 320 осіб (у 2003 р. - 248 осіб). Голоси за політичні сили розподілилися таким чином:
| \| Муніципальні вибори \| Муніципальні вибори \| Муніципальні вибори \| \| Рік \| 2007 р. \| 2003 р. \| \| -------------------------------------- \| ------------------- \| ------------------- \| \| Конвергенція та Єднання (CiU) \| 64,1% \| 59,3% \| \| Соціалістична партія Каталонії (PSC) \| 0% \| 0% \| \| Народна партія (PP) \| 0% \| 0% \| \| Ініціатива за зелену Каталонію (IC) \| 0% \| 0% \| \| Республіканська лівиця Каталонії (ERC) \| 35,9% \| 40,7% \| \| Громадянська партія (C's) \| 0% \| 0% \| \| Інші \| 0% \| 0% \| |         |         |
| Муніципальні вибори |         |         |
| Рік | 2007 р. | 2003 р. |
| Конвергенція та Єднання (CiU) | 64,1%   | 59,3%   |
| Соціалістична партія Каталонії (PSC) | 0%      | 0%      |
| Народна партія (PP) | 0%      | 0%      |
| Ініціатива за зелену Каталонію (IC) | 0%      | 0%      |
| Республіканська лівиця Каталонії (ERC) | 35,9%   | 40,7%   |
| Громадянська партія (C's) | 0%      | 0%      |
| Інші | 0%      | 0%      |